# Harzungen
Harzungen ist ein Ortsteil der Landgemeinde Harztor im thüringischen Landkreis Nordhausen.

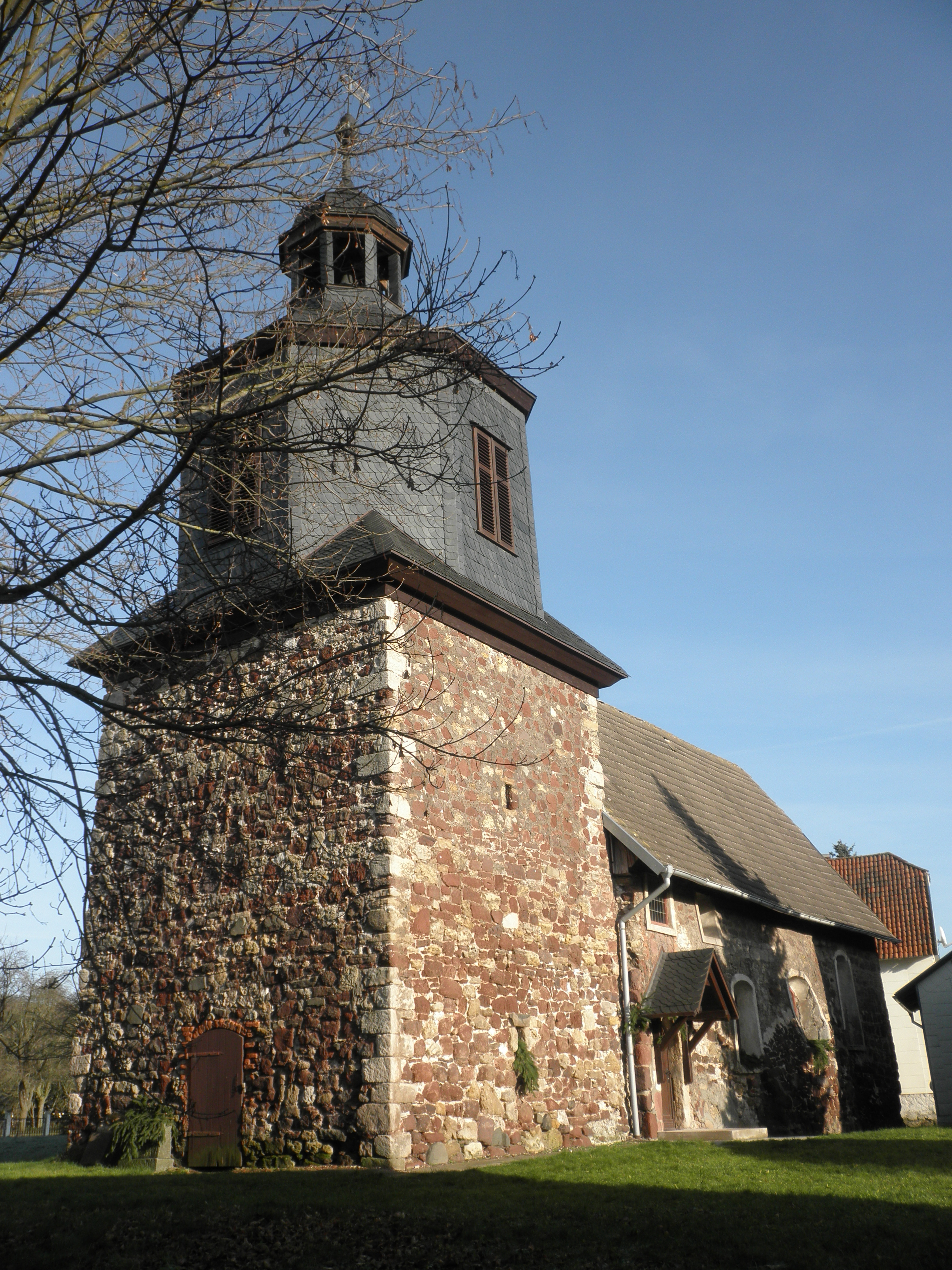
Kirche in Harzungen

## Lage
Harzungen liegt südwestlich von Neustadt/Harz unterhalb der Südwestabdachung des Harzes. Die Landesstraßen 1035 und 2075 erschließen den Ferienort verkehrsmäßig. Südlich befindet sich die Rüdigsdorfer Schweiz, eine Karstlandschaft benannt nach dem kleinen Nordhäuser Ortsteil Rüdigsdorf. 
Nördlich des Ortes liegt ein kleiner Teich, der Hegeteich. Außerdem tangiert der Kappelbach die Gemarkung.

## Geschichte
Harzungen wurde im Jahre 1259 erstmals urkundlich erwähnt. Hier gab es ein Rittergut und eine Mühle. 1272 bezeugt ein Helwicus von Harzungen zugunsten des Klosters Nikolausberg/Bischoferode.
Im Umfeld von Harzungen und Niedersachswerfen bestand von 1944 bis 1945 das KZ-Außenlager Harzungen.
Am 6. Juli 2018 wurde Harzungen mit Auflösung der Verwaltungsgemeinschaft Hohnstein/Südharz in die Gemeinde Harztor eingegliedert.

## Ehemaliger Gemeinderat
Der ehemalige Gemeinderat in Harzungen bestand aus sechs Ratsmitgliedern, die bei der Kommunalwahl am 7. Juni 2009 in einer Mehrheitswahl gewählt wurden.

## Sehenswürdigkeiten
- St.-Andreas-Kirche
- Ein 1956 errichteter und 1977 erneuerter Gedenkstein auf dem Friedhof erinnert an die 27 umgekommenen Kriegsgefangenen und Zwangsarbeiter des Außenlagers Harzungen von Dora-Mittelbau, das 1944 errichtet wurde und in dem zuletzt etwa 5.000 Insassen für Rüstungsprojekte des Junkers-Konzerns arbeiten mussten.[5]